# Jean-Jacques Honorat
Jean-Jacques Honorat (* 1. April 1931 in Port-au-Prince; † 26. Juli 2023 in Port-au-Prince) war ein haitianischer Politiker.

## Leben
Honorat, der von Beruf Agronom und Rechtsanwalt war, war während der Herrschaft des diktatorisch regierenden Staatspräsident Jean-Claude Duvalier Diplomat. 1981 ging er ins Exil nach New York City. Nach dem Sturz des Duvaliers 1986 kehrte er nach Haiti zurück und wurde Direktor des Haitianischen Zentrums für Menschenrechte CHADEL (Centre haïtien de Droits et Liberté Publiques). Er wurde am 11. Oktober 1991 nach dem Armeeputsch von General Raoul Cédras gegen Staatspräsident Jean-Bertrand Aristide Nachfolger von René Préval als Premierminister von Haiti. Er bekleidete dieses Amt bis zum 19. Juni 1992, woraufhin Marc Bazin sein Nachfolger wurde. Zugleich übernahm er am 15. Oktober 1991 als Nachfolger von Jean-Robert Sabalat das Amt des Außenministers in seinem Kabinett, übergab dieses jedoch am 16. Dezember 1991 an Jean-Robert Simonise.
Honorat starb am 26. Juli 2023 in Port-au-Prince im Alter von 92 Jahren.

## Veröffentlichungen
- Enquête sur le développement, Port-au-Prince, 1974
- Le manifeste du dernier monde, Port-au-Prince, 1980